# 't Is genoeg

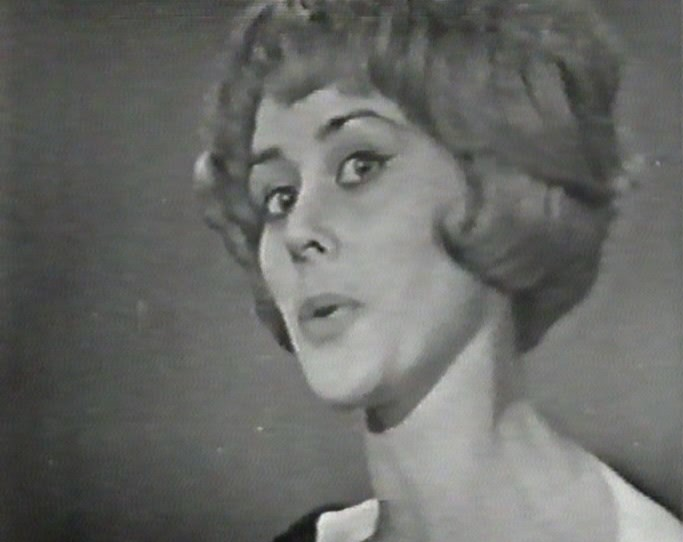
Conny Vandenbos (Eurovisiesongfestival 1965)

't Is genoeg is een single van Conny Vandenbos. Het lied komt ook voor op haar EP Connie’s songfestival.
Het lied, geschreven door Johnny Holshuyzen en Joke van Soest won het Nationaal Songfestival 1965. Joke van Soest was een pseudoniem van Karel Prior, vernoemd naar zijn vrouw. Johnny Holshuyzen is beter bekend onder het pseudoniem John Woodhouse. De keus werd beslist aan de hand van een aantal voorronden. Op de single werd Connie Vandenbos begeleid door een orkest onder leiding van Bert Paige, tijdens optredens door een orkest onder leiding van Dolf van der Linden. Connie Vandenbos zelf had liever gehad dat Van de week had gewonnen. 't Is genoeg laat een klein stukje vrouwenemancipatie zien. In 1964 zong Anneke Grönloh (onder protest) in Jij bent mijn leven nog dat ze bij haar man bleef, hoewel hij vreemd ging. Voor Connie gold dat niet meer, ze verliet de man.
Philips had al een voorschot genomen tijdens de persing van het liedje. Er verschenen drie singles met elke combinatie van de drie gezongen liedjes, Philips dacht waarschijnlijk dat Laat me alleen zou winnen (2x A-kant):
- 't Is genoeg met Van de week (van Bert Paige en Willy van Hemert)
- Laat me alleen (van John Woodhouse en Frans Kappie) met Van de week
- Laat me alleen met t Is genoeg

Het liedje werd elfde op het Eurovisiesongfestival 1965, waar ze de opening verzorgde.

## Hitnotering
't Is genoeg haalde de toenmalige hitparades van Muziek Expres en Nederlandse Top 40 niet. Haar concurrent op het Nationaal Songfestival Trea Dobbs haalde wel een notering met haar Ploem ploem jenka (vijftien weken, hoogste notering plaats 8 in de top 40).
1956: De vogels van Holland / Voorgoed voorbij · 1957: Net als toen · 1958: Heel de wereld · 1959: 'n Beetje · 1960: Wat een geluk · 1961: Wat een dag · 1962: Katinka · 1963: Een speeldoos · 1964: Jij bent mijn leven · 1965: 't Is genoeg · 1966: Fernando en Filippo · 1967: Ring-dinge-ding · 1968: Morgen · 1969: De troubadour · 1970: Waterman · 1971: Tijd · 1972: Als het om de liefde gaat · 1973: De oude muzikant · 1974: Ik zie een ster · 1975: Ding-a-dong · 1976: The party's over · 1977: De mallemolen · 1978: 't Is O.K. · 1979: Colorado · 1980: Amsterdam · 1981: Het is een wonder · 1982: Jij en ik · 1983: Sing me a song · 1984: Ik hou van jou · 1986: Alles heeft ritme · 1987: Rechtop in de wind · 1988: Shangri-la · 1989: Blijf zoals je bent · 1990: Ik wil alles met je delen · 1992: Wijs me de weg · 1993: Vrede · 1994: Waar is de zon · 1996: De eerste keer · 1997: Niemand heeft nog tijd · 1998: Hemel en aarde · 1999: One good reason · 2000: No goodbyes · 2001: Out on my own · 2003: One more night · 2004: Without you · 2005: My impossible dream · 2006: Amambanda · 2007: On top of the world · 2008: Your heart belongs to me · 2009: Shine · 2010: Ik ben verliefd (sha-la-lie) · 2011: Never alone · 2012: You and me · 2013: Birds · 2014: Calm after the storm · 2015: Walk along · 2016: Slow down · 2017: Lights and shadows · 2018: Outlaw in 'em · 2019: Arcade · 2020: Grow · 2021: Birth of a new age · 2022: De diepte · 2023: Burning daylight · 2024: Europapa